# Гьончо Белев
Гьончо Белев е български писател и общественик.

## Биография
Роден е в Ихтиман на 12 юни 1889 г. в бедно занаятчийско семейство.
Работи като писар в Българска земеделска банка (1909-1911). През Балканската война (1912-1913) е доброволец в Български червен кръст, а през 1914-1915 г. е безработен. Участва в Първата световна война като санитар в 22-ри пехотен полк. От 1918 г. до 1923 г. е библиотекар при Министерството на вътрешните работи.
След преврата на 9 юни 1923 г. работи като коректор, преводач от руски, стенограф, редактор, уредник на печатарски музей, библиотекар в Държавната печатница.
Един от най-добрите му другари е Димчо Дебелянов.
През 1933 г. излиза от печат книгата му „Филм и каменни въглища“. През 40-те години създава трилогията „Животът си тече“ („Бентът трещи“, „Живота си тече“ и „Пукнатини“). В края на 40-те години Гьончо Белев работи върху друга серия романи – с автобиографичен характер. Поредицата е с общо наименование „Случки от живота на Минко Минкин“. През 1960 г. тези произведения, преработени излизат под друга наименование – „Панорама на една епоха“.
Той е един от основателите на Дружеството за българо-съветска дружба, активен участник в антивоенното движение. През 1939 г. е в Париж, присъства на Конгреса за мир. Впечатленията си отразява в книгата „Маслинено клонче в Париж“.
През 1946 г. е делегат на Конгреса на славянската емиграция в САЩ. Плодът на пътуването му дотам е „Какво видях в Америка“.
След 9 септември 1944 г. семейството се премества за известно време в Панагюрище, където съпругата му Любица е учителка.
В София живее на ул. „Светослав Тертер“ № 19.
През 1967 г. е издадена и последната му незавършена книга „Кипеж“.
Превежда творби на Антон Чехов, Михаил Пришвин, Валерий Брюсов, Иля Еренбург, Джек Лондон, Едгар Уолъс, Шалом Алейхем и др.
Член на БКП.
Носител е на Димитровска награда (1950) и на орден „Народна република България“ I степен (1959).
Умира на 23 януари 1963 г. в София.